# Lamar Joseph Conner
Lamar Joseph Conner (* 4. März 1959 in Miami, Florida) ist ein US-amerikanischer Luftverkehrskaufmann.

## Leben
Lamar Conner wuchs in der Nähe von Altha (Florida) auf. Dort besuchte er die Altha High School, anschließend das City Wide Colleges of Chicago in Frankfurt am Main und studierte Informatik an der University of Maryland. Er kam als Angehöriger der US Army nach Deutschland und kehrte nach Ende seiner Dienstzeit nicht mehr zurück. Er arbeitet als Ticketing Agent für die Firma Ibero Airport Service am Flughafen Frankfurt. Während des Mordanschlags auf US-Sicherheitskräfte, bei dem am 2. März 2011 zwei US-Soldaten erschossen und zwei weitere schwer verletzt wurden, hielt er sich während einer Pause in der Nähe des gestürmten Busses auf. Als der Attentäter Arid Uka floh, verfolgte er ihn bis zu dessen Festnahme und warnte die anderen Passanten vor der Gefahr. Trevor Brewer kam hinzu.

## Ehrungen
„Für seinen beispiellosen Mut und sein vorbildliches Verhalten, mit dem er zur Festnahme des Attentäters durch die Bundespolizei maßgeblich beitrug“ wurde Conner 2011 mit dem Bundesverdienstkreuzes am Bande ausgezeichnet.